# Ичке-Суу (Чуйская область)
Ичке-Суу (кирг. Ичке-Суу) — село в Ысык-Атинском районе Чуйской области Кыргызстана. Входит в состав Иссык-Атинского аильного округа. Код СОАТЕ — 41708 206 822 04 0.

## География
Село расположено в центральной части области, на северных склонах Киргизского хребта, на расстоянии приблизительно 19 километров (по прямой) к юго-юго-западу (SSW) от города Кант, административного центра района. Абсолютная высота — 1532 метра над уровнем моря.

## Население
| год     | 2009 | 2014 | 2015 |
| ------- | ---- | ---- | ---- |
| человек | 333  | 359  | 347  |